# Repentless (singolo)
Repentless è un singolo del gruppo musicale statunitense Slayer, pubblicato il 19 giugno 2015 come secondo estratto dall'album omonimo.

## La canzone
Seconda traccia dell'album, Repentless è un tributo al chitarrista Jeff Hanneman, scomparso nel 2013:
(Kerry King)
Reso inizialmente disponibile per il download digitale a partire dal 19 giugno, Repentless è stato pubblicato anche nel formato CD in edizione limitata a 4500 copie per Best Buy il 28 agosto.

## Video musicale
Anticipato inizialmente da un visualizer video, che alternava filmati in studio di registrazione e altri dal vivo, il 28 agosto 2015 è stato rivelato che il gruppo ha girato il videoclip insieme a numerosi attori protagonisti di vari film horror, tra cui Derek Mears, Tyler Mane, Jason Trost e Danny Trejo.
Diretto da BJ McDonnell e girato presso il Sybil Brand Institute di Los Angeles, il videoclip è stato pubblicato l'11 settembre 2015 in anteprima sul sito di Rolling Stone, in concomitanza con l'uscita dell'album.

## Tracce
Download digitale
1. Repentless – 3:19 (Kerry King)

CD (Stati Uniti)
1. Repentless (From the Album "Repentless") – 3:22 (Kerry King)
2. War Ensemble (Recorded Live at Wacken 2014) – 5:04 (Tom Araya)

## Formazione

### Gruppo
- Tom Araya – voce, basso
- Kerry King – chitarra
- Gary Holt – chitarra
- Paul Bostaph – batteria

### Produzione
- Terry Date – produzione, ingegneria del suono, missaggio
- Peter Mack – ingegneria aggiuntiva
- Derrick Stockwell – assistenza tecnica
- Howie Weinberg – mastering